# ラクオリア創薬
ラクオリア創薬株式会社（ラクオリアそうやく、英: RaQualia Pharma Inc.）は、愛知県名古屋市中村区に本社を置く創薬系バイオベンチャー。

## 概要
ファイザー中央研究所が閉鎖されることとなり、エンプロイー・バイアウト (EBO) により新会社「ラクオリア創薬株式会社」を設立。ファイザーより独立した。
社名の由来は太陽を意味する「Ra」と感覚の質感を表す「Qualia」を掛け合わせたものである。

## 上市品
- K-CAB
  - 一般名：tegoprazan
  - 適応症：胃食道逆流症
- Galliprant
  - 一般名：grapiprant
  - 適応症：変形性関節症（犬）
- Entyce
  - 一般名：capromorelin
  - 適応症：食欲不振（犬）
- Elura
  - 一般名：capromorelin
  - 適応症：慢性腎疾患の体重減少管理（猫）

## 沿革
- 2008年（平成20年）
  - 2月19日 - 設立。
  - 7月1日 - 事業開始。
- 2011年（平成23年）- 大阪証券取引所JASDAQ市場（グロース）に3月25日に上場予定であったが、国内震災の影響や欧州通貨危機による市況の悪化により一旦上場を取り下げた[5]。その後同年7月に上場[6]。
- 2013年（平成25年）1月7日 - 新設分割により株式会社AskAtを設立[7]。
- 2014年（平成26年）
  - 4月 - 産学共同研究部門である薬効解析部門を名古屋大学環境医学研究所に設置[8]。
  - 6月 - 武豊町から現在地に本社を移転[9]。
  - 9月 - 創薬研究部門の一部である生物研究部の機能を名古屋大学環境医学研究所および高等総合研究館に移転[8]。
- 2015年（平成27年）5月 - 子会社の株式会社AskAtが独立[10]。
- 2017年（平成29年）2月3日 - 簡易株式交換により、テムリック株式会社を完全子会社化[11]。
- 2018年（平成30年）12月7日 - 子会社のラクオリア イノベーションズ株式会社を設立[12]。
- 2021年（令和3年）
  - 1月22日 - 子会社のラクオリア イノベーションズ株式会社解散を決議[13]。
  - 2月4日 - 筆頭株主（当時）の柿沼祐一から株主提案（※下記「個人参加型株主提案」参照）に関する書面受領[14]。
  - 3月25日 - 第13期定時株主総会にて株主提案が決議され経営陣刷新[15]。
  - 4月1日 - 岐阜薬科大学との共同研究講座設置[16]。
  - 5月14日 - 元監査等委員2名からの残存期間の役員報酬相当分の損害請求受領と支払を決議[17]。
- 2022年（令和4年）8月15日 - STAND Therapeutics株式会社と資本業務提携[18]。
- 2024年（令和5年）
  - 2月14日 - ファイメクス株式会社の買収を発表[19]。
  - 3月26日 - ファイメクス株式会社の全株式を取得[20]。

## 個人参加型株主提案
2021年2月4日、当時の筆頭株主だった柿沼佑一により株主提案がなされた。提案書では、株主提案の理由について、当時の経営陣が黒字必達を公約に掲げながら3年連続の業績予想の下方修正を行ったこと、既存パイプラインの開発をストップさせていること、新規パイプラインの導出ができないこと、コーポレートガバナンスが不全となっていることを挙げている。
柿沼のブログ『株投資でマイホーム』によると、突然、株主提案を行ったわけではなく、2018年ごろから当時の経営陣に対して事態を打開するよう申し入れを行っていたが、経営方針の改善は一向になされず、2020年秋には社長交代の要求まで水面下で申し入れをする事態にまでなっていた。また、柿沼以外の同様の不満をもつ複数の個人投資家から柿沼の元に筆頭株主としてアクションを取るよう強く求められたり、SNS上でも日増しに経営陣に対する不満の声が高まっていた。
こうした不満の背景として、2017年7月4日に当時の代表取締役であった谷直樹が日刊薬業の取材記事で「20年に時価総額1000億円へ」と半ば公約をしたのに対し、2020年9月末日時点の時価総額が216億円であり未達の可能性が高い状況にありながら何らかのアクションがなかったこと、同社の元子会社であったAskAtがArrys Therapeutics（現・Ikena Oncology）に対して同社のEP4拮抗薬（RQ-00000007、RQ-00000008）をライセンスしたのに対し、大元のライセンサーである同社に対する収益が期待値を大幅に下回っていたこと等が挙げられる。
しかし会社側は、事態を軽視したのか、依然として明確な回答を避け続けていた。このため会社側に変革の意思なしと判断した柿沼は、かつて同社で財務経理部長を務めていたOBの武内博文らを起用し、自らも監査等委員の候補として、経営陣刷新のため株主提案に踏み切った。これに対して会社側は、2021年2月12日に株主提案を拒絶する旨を回答し、代表取締役を谷直樹からファイザーから生え抜きの取締役であった渡邉修造に異動を発表し、全面的な対決に発展した。
結果は、会社側の株主対応の拙さ（※後述）もあり、監査等委員の解任も含めて株主提案が全面的に決議されるという前代未聞の結果で終わっている。
通常、プロキシーファイトは議決権の争奪戦である。本プロキシーファイトも議決権の争奪戦という点では変わらない。しかしながら、本プロキシーファイトには幾つかの特筆すべき点がある。
- 10％超の個人株主が自ら、独自の取締役候補を立て、会社の経営課題や改革案などを盛り込んだ機関投資家による株主提案顔負けの本格的な提案であったこと。

- 取締役候補に戦略コンサルタントや業界の重鎮といった経営者ではなく、同社のOBをはじめ現役の実務派の業界人を起用したこと。
- 個人の株主提案でありながら株主総会検査役を立てる[25]など法務的に対処すべき点を網羅していたこと。
- 有志の個人投資家達によるウェブサイトやSNS、動画配信、オンライン説明会などを活用した個人参加型のプロキシーファイトであったこと。

- 通常は会社側に賛成票を投じる証券会社の一部が株主提案を支持した可能性があること[26]。

- 通常の株主提案は、会社側が勝つこと殆どであるが、会社提案の得票は15％程度に留まり全否とされたため、一部議案を総会直前に取り下げ[27]ざるをえなかったこと。

- 監査等委員の解任も含めて最終的に1万人を超えるサイレントマジョリティーである個人投資家を中心に85%以上が株主提案を支持し[15]、完勝を得たこと。

会社側の株主対応の拙さが目立ったのも特徴である。
- 2020年8月の業績予想修正後に社長交代の要求に対する会社の無回答[28]。
- 感情的な株主提案に対する反論[23]。
- 適切な方法とは思えない内容の従業員アンケートによる反論[23]。
- 提案株主に対する建設的ではない内容の質問状の送付（※柿沼のブログ「株投資でマイホーム」参照）。
- 提案株主からの事前質問状に対する消極的な回答（※柿沼のブログ「株投資でマイホーム」参照）。

いずれにせよ、本プロキシーファイトは、本邦における本格的な個人投資家による個人参加型の株主提案の嚆矢といっても過言ではなく、大小さまざまな形で企業と個人投資家のコミュニケーションに関して影響を与える結果となった。
その後であるが、2021年4月30日に解任された元監査等委員の野元学二と縣久二から解任されなければ残存期間中に得べかりし役員報酬について請求があるなど、幾つかの紆余曲折はあったが、2021年度は株主提案で公約で掲げられた創業以来初の営業黒字を達成している。